# Junonia hilaris
Junonia hilaris är en fjärilsart som beskrevs av Felder 1867. Junonia hilaris ingår i släktet Junonia och familjen praktfjärilar. Inga underarter finns listade i Catalogue of Life.